# Stiftelsen Filmform

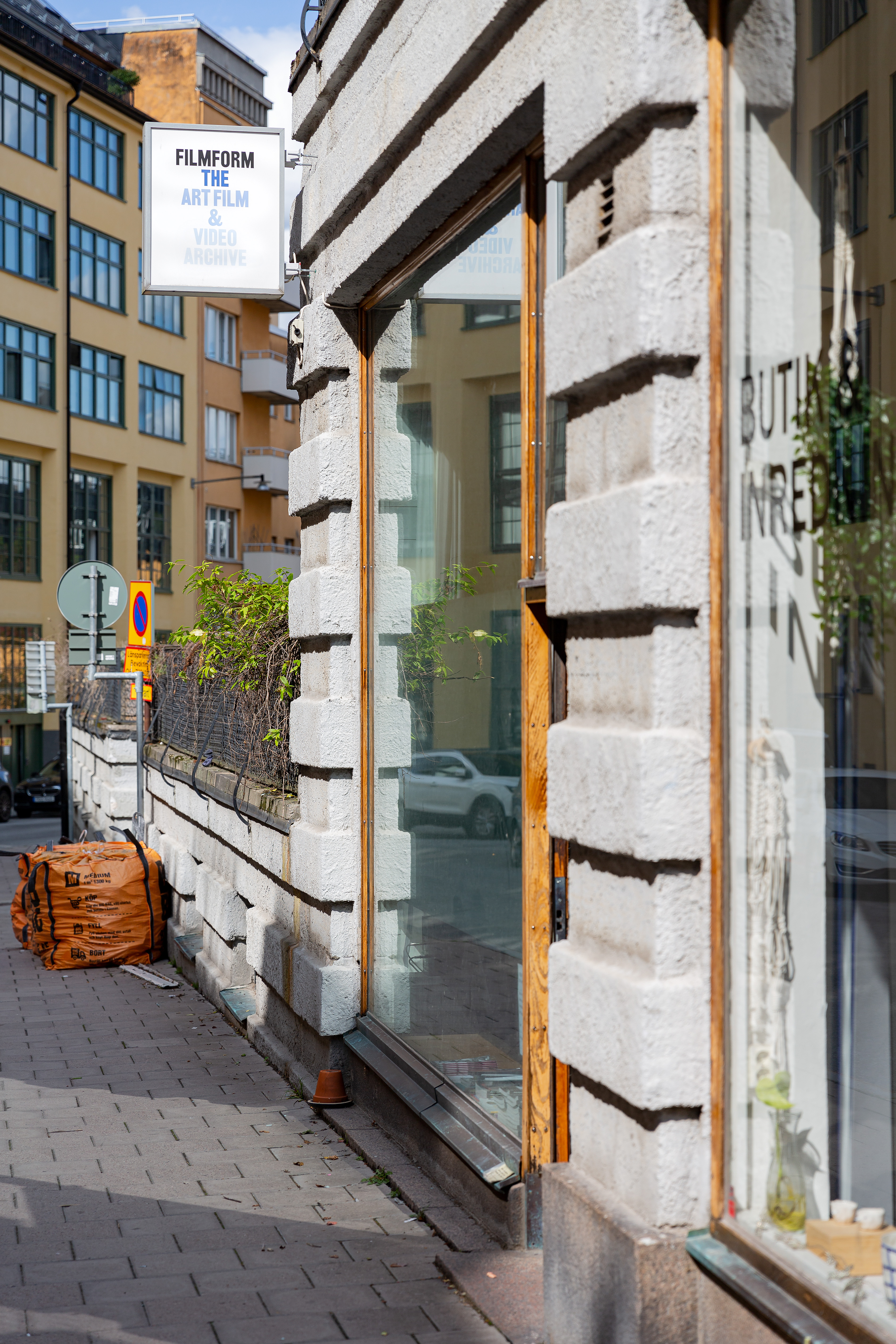
Filmform (Stockholm)

Stiftelsen Filmform är ett arkiv med uppdrag att distribuera och bevara svensk experimentfilm och videokonst.

## Organisation och ekonomi
Filmform är Sveriges äldsta organisation i sitt slag. Verksamheten startade 1950 av bland andra Peter Weiss som Svensk experimentfilmstudio.
Sedan 1999 får Filmform stöd direkt från Kulturdepartementet. De senaste femton åren har videokonsten stått för förnyelsen av samtidskonsten och denna utveckling kan man följa i Filmforms arkiv där nästan alla svenska verk och konstnärer av betydelse finns representerade.
Stiftelsen har sitt kontor i Stockholm.

## Verksamhet

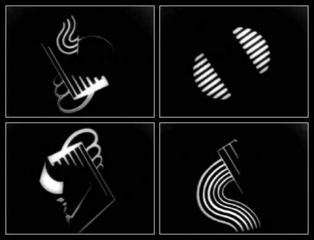
Filmrutor ur filmen Diagonalsymfonin

Utöver distribution och arkivering har Filmform ett samarbete med Cinemateket i Stockholm.

### Distribution
Filmform tillhandahåller 760 titlar av knappt 300 upphovsmän och fungerar som distributör till skolor, museer, konsthallar, festivaler med mera både i Sverige och resten av världen.

### Arkivering
Filmform samarbetar med Kungliga biblioteket. Utöver de filmer som hyrs och lånas ut finns även ett referensarkiv med nästan 4000 filmer som kan ses genom att boka en tid och ses på Filmform. Omkring 150 titlar inkommer varje år och cirka 30 väljs ut för distribution. Stiftelsen söker även aktivt själva efter filmer som man anser borde finnas i arkivet.
Den äldsta filmen i distributionsarkivet är Diagonalsymfonin från 1924 av Viking Eggeling.